# Хан, Джиа
Нафи́са «Джи́а» Хан англ. Nafisa «Jiah» Khan; 20 февраля 1988, Нью-Йорк, США — 3 июня 2013, Мумбаи, Индия) — индийская актриса и певица. За свою карьеру успела сняться всего в 3 фильмах, два из которых заработали в прокате более 1 миллиарда рупий. За свою первую роль была номинирована на Filmfare Award за лучший женский дебют.

## Биография
Нафиса Хан (настоящее имя Джии) родилась 20 февраля 1988 года в Нью-Йорке в семье Али Ризви Хана и актрисы Рабии Амин. В дальнейшем её родители расстались. От следующего брака её матери у Джии появились две младшие сестры: Кавита и Каришма.
Стать актрисой стало мечтой Джии, после того как она в возрасте шести лет посмотрела фильм «Весельчак», в котором играла Урмила Матондкар.
Хан использовала в качестве псевдонима имя Джиа в честь героини Анджелины Джоли из фильма «Джиа» (1998).
В 2004 году в возрасте шестнадцати лет она претендовала на главную роль в фильме Tumsa Nahin Dekha, но из-за возраста не прошла кастинг и была заменена Дией Мирзой. Через два года дебютировала в фильме «Не просто поверить в любовь», несмотря на его провокационный контекст. Фильм провалился в прокате, но её роль получила похвалу критиков.
В 2008 году вышел фильм «Гаджини», где она играла студентку медицинского колледжа, которая изучает историю главного героя, и который стал самым кассовым фильмом года и кинематографа Индии на тот момент.
В 2010 году Хан почти закончила съёмки в фильме «Танцуй ради шанса», где её партнёром должен был стать Шахид Капур, но ушла из проекта и была заменена Женелией Де Соузой. В том же году вышел последний её фильм «Полный дом», где она играет бывшую жену главного героя. Фильм получил негативные отзывы критиков, однако имел коммерческий успех. Также она подписалась на участие в нескольких фильмах, включая Aap Ka Saaya, где должна была сыграть жену Ранбира Капура, но фильм так и не был завершен.

## Фильмография
За свою жизнь актриса снялась только в трёх фильмах.

| Год  |   | Русское название            | Оригинальное название | Роль           |
| ---- | - | --------------------------- | --------------------- | -------------- |
| 2007 | ф | Не просто поверить в любовь | Nishabd               | Джия           |
| 2008 | ф | Гаджини                     | Ghajini               | Сунита         |
| 2010 | ф | Полный дом                  | Housefull             | Девика Самтани |

## Личная жизнь
Последним бойфрендом актрисы, с которым она начала встречаться в сентябре 2012 года, был Сурадж Панчоли, сын индийских актёров Адитьи Панчоли и Зарины Вахаб.

## Смерть
25-летняя Джиа повесилась у себя дома на потолочном вентиляторе в Джуху (Мумбаи, Индия) 3 июня 2013 года, и была найдена мёртвой своей матерью в 11:23 вечера.
Судебная экспертиза показала, что в крови девушки был алкоголь.
Спустя несколько дней была найдена предсмертная записка актрисы, написанная на шести страницах. В ней Джия обращалась к неизвестному мужчине, признаваясь ему в любви, жалуясь на его плохое отношение к ней.
После того, как мать Джии обнародовала эту записку, 10 июня 2013 года Сурадж Панчоли был арестован за доведение до самоубийства и, проведя в тюрьме 21 день, был выпущен под залог в 50 тысяч рупий.
В октябре 2013 года мать Джии Раббия заявила, что её дочь была убита «кем-то очень близким к ней», и обнародовала заключение независимой медицинской экспертизы, в которой говорится о «большой вероятности», что смерть актрисы была «убийством через повешение».
Джия была похоронена на кладбище Санта-Круз в Мумбаи.